# Etiyé Dimma Poulsen
Etiyé Dimma Poulsen (Aroussi, 1968) è un'artista etiope naturalizzata danese.
Le sue opere state esposte in Africa (anche presso la biennale di Dakar del 2000), Europa, Giappone e Stati Uniti,  e si trovano in prestigiose collezioni, fra cui quella  dello Smithsonian National Museum of African Art, la collezione dell'Herbert F. Johnson Museum of Art, la Fondation Jean-Paul Blachere, il Museo Hood, la collezione della Banca Mondiale e la Hans Bogatzke, collezione di arte contemporanea africana in Germania.

## Biografia
Nata in un piccolo villaggio rurale e rimasta orfana all'età di soli due anni, viene adottata da Gunnar Poulsen, un amico della famiglia di origini danesi, che la condurra' attraverso l'Etiopia, la Tanzania, il Kenya, l'America per stabilirsi infine in Danimarca nel 1982, dove Etiye Dimma studia storia dell'arte per due anni a Copenaghen, ma non si mostra interessata alla teoria e all'analisi, quanto alla pratica artistica e alla frequentazione di musei.
L'artista inizia comunque a dipingere da adolescente, intorno ai quattordici anni, quando la pittura diviene per lei una via espressiva, una sorta di rimedio contro la costante sensazione di sradicamento e solitudine che ha caratterizzato la sua infanzia turbolenta, trascorsa tra mille viaggi.
Durante il soggiorno danese, subisce l'influenza delle opera di Emil Nolde, e si dedica alla pittura di paesaggio.
Tuttavia, come pittrice non ha successo, e smette di dipingere pur mantenendo un forte desiderio di esprimersi artisticamente.
A 22 anni, si trasferisce in Francia per vivere con il partner e collega Michel Moglia, e nel 1991 apre il suo primo atelier a Parigi. 
Traendo ispirazione da Michel Moglia, l'artista inizia ad utilizzare anche la ceramica come mezzo artistico. 
La prima scultura viene però creata per caso, giocando con un fil di ferro cui da una forma conica e allungata.
Da allora, Etiye Dimma Poulsen ha continuato a perfezionare il suo processo creativo, mantenendo la linea slanciata della prima scultura. 
L'esordio non è stato facile: le gallerie parigine la indirizzavano verso negozi di oggettistica africana, consigliandole di esporre i propri lavori come souvenir  per turisti.  24 gennaio 2012, su galerie-capazza.com. Grazie all'appoggio di gallerie specializzate in ceramica e alla galleria Capazza, Etiye Dimme Poulsen riesce finalmente ad avere successo.
A quasi 42 anni, Dimma Poulsen Etiyé poteva già vantare una brillante carriera personale e professionale che l'ha portata dalla sua condizione di orfana di un villaggio rurale a quella di artista riconosciuto e considerato uno degli scultori più originali della scena contemporanea in Etiopia.  24 gennaio 2012, su galerie-capazza.com.
È stata citata nel film del 2005, "Femmes du Feu" e nel film del 2001 a lei dedicato "Etiye Dimma Poulsen."
Nel 2003, trasferisce il suo studio ad Anversa, in Belgio, dove attualmente vive e lavora.

## Opere
Le opere Etiye Dimma Poulsen sono sculture eleganti, di raffinata sensibilità estetica, tra il tradizionale e il moderno.
L'artista reinventa archetipi primordiali, come segni di una condizione esistenziale o come traccia della cultura umana, traendo ispirazione da icone africane, greche (micenee) o asiatiche.
Il suo lavoro prevede un approccio molto tradizionale all'arte, interpretata come mestiere, come atto di artigianato dove il caso ha ruolo fondamentale.
La realizzazione delle opere è svolta come un rituale: l'artista si impegna nel suo lavoro per trovare l'essenza dei personaggi che crea allo stato di abbozzo, ma è durante il processo di cottura (Dimma Poulsen utilizza un metodo particolare insegnatole dallo scultore Michal Moglia), grazie all'azione del fuoco, che questi emergono come nuove creature.
Etiye Dimma Poulsen, anzitutto, pone del fango sopra un'armatura di maglia di ferro precedentemente realizzata. Tale fango viene poi dipinto, e infine la statua viene cotta in forno.
È in questo momento che il caso, accettato dall'artista come parte naturale ed essenziale della creazione, svolge il suo compito: i colori si modificano tramite processi chimici naturali, e la formazione di crepe dona alle opere una caratteristica particolare e non controllabile. Una volta che le sculture vengono rimosse dal forno, queste vengono coperte di segatura e poi lavate con acqua.

## Filosofia di lavoro
L'artista, che a questa definizione preferisce quella di “qualcuno che fa” definisce se stessa come un ibrido culturale, e considera le sue opere come un mezzo per comunicare al mondo le proprie emozioni.
È sempre stata attratta dall'estetica dell'arte africana, attribuendo questa attrazione ad una memoria culturale  inconscia e alla nostalgia del suo continente d'origine.
Per Etiye Dimma Poulsen, l'arte è un processo, un modo per rendere eterna la gioia di vivere, e si augura che le sue statue trasmettino una sorta di estasi solidificata. 
Il fuoco riveste un'importanza fondamentale nella sua creazione: durante il processo di cottura delle sue opere, questo elemento è considerato un mentore capace di correggere i difetti delle sue opere, come la natura che agisce in modo incontrollabile ma giusto.

## Mostre personali
2010
- Galerie GG. Bohrer Bonstetten Zürich
- Bedington Bargemon
- Galerie Claudine Legrand Paris
- Galerie de l'ancienne Poste Toucy
- Goetingen Gallerie Rosenhauer Deutschland
- Leonhard's Gallery Antwerpen
- Bekris Gallery San Francisco USA
- Beddington Fine Art Gallery,Les Remparts

2009
- Centre d'art André Malraux Colmar
- Musée Théodore Deck Guebwiller
- Gallery Christa's Fine Art Kopenhagen
- Galerie Genevieve Godard Lille
- Willem Elias Woluwe
- Galerie Strenger Tokyo
- Bekris Gallery San Francisco

2008
- Galerie Strenger Tokyo Japan
- Joie Lassiter Gallery Charlotte USA
- Galerie Claudine Legrand Paris
- Papirfabrikken Silkeborg Denmark
- Parlement Européen
- Charteaux d'Ardelay Les Herbiers
- Womanhood Hood Museum New Hampshire
- Worldbank Washington USA

2007
- Koloniënpaleis Tervuren Belgium
- UNESCO Paris
- Galerie D'Haudrecy-Knokke Belgium
- Musée Maurice Denis Paris France
- Galerie Elfie Bohrer, Bonstetten Switserland
- Galerie Claudine Legrand Paris
- Wertz Contemporary Atlanta (US)

2006
- Skoto Gallery New York (US)
- Galerie Capazza Nancay France
- Centre Culturel Scharpoord Knokke (Belgium)
- Gallerie Des Emibois (Switserland)

2005
- Wertz contemporary gallery Atlanta (US)
- Gallery Knud Grothe Charlottenlund, Denmark
- Gallery Marc Van Meensel Holland Art Fair Den Haag
- Galerie Hamlin Honfleur , France
- Galerie Claudine Legrand, Paris
- Lineart Gent, Belgium
- Galerie 23 Amsterdam

2004
- Museum of World Culture, Göteborg , Sweden
- Lille Art Fair Gallerie Hamlin
- Gallerie Genevieve Godar Lille
- Galerie Claudine Legrand Paris
- St'art 2004 Galerie Hamlin Strasbourg

2003
- St'art Strasbourg
- Gallery Knud Grothe Charlottenlund, Denmark
- Smithsonian Museum of African Art Washington (EU)
- Galerie des Emibois, Switserland
- Galerie Hamlin Honfleur , France
- Gallery MAM, Douala, Cameroun
- MOBA Gallery Brussels

2002
- Française, Addis Abeba, Ethiopia
- Galerie Claudine Legrand, Paris

2001
- Gallery MAM, Douala, Cameroun
- St'art 2001 Strasbourg
- October Gallery, London, Angleterre
- Artist in residence, Addis Ababa, Ethiopia
- Château des Carmes-La Flèche

2000
- Biennale of Dakar
- Gallerie Hamlin Honfleur , France
- Galerie Claudine Legrand, Paris
- Galerie Capazza Nançay, France

1999
- Gallerie des Emibois, Suisse
- Maison de la Ceramique, Mulhouse, France
- Galerie Genevieve Godar Lille

1998
- Galerie des Emibois, Switzerland
- Galerie Claudine Legrand, Paris
- Galerie MAM, Douala, Cameroun
- Galerie Arts Pluriel, Abidjan, Côte d'Ivoire

1997
- Bomani Gallery, San Francisco
- Afrique en Creation (Ministère de la Cooperation)
- Centre Wallonie Brussels, Paris
- Galerie Claudine Legrand, Paris

1996
- Centre Culturel, Meudon, France
- Galerie Hamlin Honfleur , France
- Galerie Genevieve Godar Lille

1995
- Cultural centre La Nacelle, Aubergenville, France

1989
- Industrial space Dong, Kobenhavn, Danemark

## Mostre collettive
2011
- Mulugeta Tafesse and Etiye Dima Poulsen, Bekris Gallery. San Francisco (CA).

2009
- Undercover: Performing and Transforming Black Female Identities, Spelman College Museum of Art. ATLANTA (GA).

2008
- Willie Little, Radcliffe Bailey, and Etiye Dimma Poulsen, Joie Lassiter Gallery, CHARLOTTE (NC).
- Gbagada Gbogodo: Summer Show 2008, Skoto Gallery, NEW YORK (NY).
- Group Show, Skoto Gallery, NEW YORK (NY).

2007
- Selected Works, Skoto Gallery, NEW YORK (NY).
- Expanding Africa: New Art, New Directions, Newark Museum, NEWARK (NJ).
- Terre noire: OUSMANE SOW et les tendances de la sculpture africaine d'aujourd'hui, Musée Maurice Denis, Saint Germain-en-laye (France).

2003
- Ethiopian Passages: Contemporary Art from the Diaspora, National Museum of African Art, Washington (DC).

2002
- Transvangarde 2002, October Gallery, LONDON (UK).

## Collezioni
- Musée national de céramique-Sèvres (France)
- The Herbert F. Johnson Museum of Art (US)
- Smithsonian, National Museum of African Art (US)
- Hans Bogatzke, Collection of contemporary African art-Allemagne
- Newark Museum New Jersey (US)
- Hood Museum Hanover New Hampshire (US)
- La Piscine Musée d'art Roubaix France
- World bank Washington Collection
- Musée Théodore Deck Guebwiller (France)